# Luigi Lablache
Luigi Lablache (ur. 6 grudnia 1794 w Neapolu, zm. 23 stycznia 1858 tamże) – włoski śpiewak operowy pochodzenia francuskiego, bas.

## Życiorys
Uczył się w Conservatorio della Pietà dei Turchini w Neapolu. Zadebiutował na scenie w 1812 roku w neapolitańskim Teatro San Carlino jako basso buffo napoletano w operze Valentino Fioravantiego La Molinara. W 1813 roku w Palermo wystąpił jako primo basso cantante. W 1817 roku debiutował rolą Dandiniego w Kopciuszku Gioacchino Rossiniego w mediolańskiej La Scali, z którą następnie związany był do 1823 roku. Występował też w Rzymie, Turynie i Wenecji. W 1824 roku wystąpił w Wiedniu, następnie wrócił do Neapolu, gdzie król Ferdynand I Burbon mianował go członkiem kapeli nadwornej. W 1827 roku wziął udział w wykonaniu Requiem W.A. Mozarta na pogrzebie Ludwiga van Beethovena w Wiedniu. W 1830 roku wystąpił jako Geronimo w Il matrimonio segreto Domenico Cimarosy w King’s Theatre w Londynie i odtąd do 1852 roku regularnie występował w tym teatrze. Od 1830 do 1852 roku związany był także z Comédie-Italienne w Paryżu. W 1852 roku występował w Petersburgu. Od 1854 do przejścia na emeryturę w 1856 roku występował w londyńskim Covent Garden Theatre.
Jego głos osiągał skalę do 3 oktaw. Zasłynął przede wszystkim występami w operach buffa. Kreował m.in. rolę Massimiliana w Zbójcach Giuseppe Verdiego, George’a Waltona w Purytanach Vincenzo Belliniego oraz tytułowe role w Don Pasquale i Marino Faliero Gaetano Donizettiego. W latach 1836–1837 uczył śpiewu księżniczkę Wiktorię (późniejszą królową).